# Мельников Василь Олександрович
Васи́ль Олекса́ндрович Ме́льников (27 квітня 1977, Маріуполь — 19 листопада 2002, Бородянка) — молодший сержант, радист-парашутист пошуково-рятувального взводу 95 окремої аеромобільної бригади Збройних сил України. Герой України.

## Біографія
Народився 27 квітня 1977 у Маріуполі.
Навчався у Харківському інституті фізкультури (1998-).
Проходив строкову службу в Збройних силах України, в аеромобільних військах, м. Болград. З 2000 — служба за контрактом радистом-парашутистом пошуково-рятувального взводу 95 окремої аеромобільної бригади (Житомир).
Здійснив 889 стрибків з парашутом.
Трагічно загинув 19 листопада 2002 в навчально-тренувальному центрі в смт Бородянка. Ціною власного життя врятував студента-парашутиста, який неминуче загинув би.
Похований у Харкові на кладовищі № 13 (ділянка 29, ряд 7, місце 15).

## Нагороди та відзнаки
- Звання Герой України з удостоєнням ордена «Золота Зірка» (20 лютого 2003, посмертно) — за здійснення геройського вчинку ціною власного життя[3].

- Меморіальна дошка у Харкові